# روبيرتو إيميليو داكونها
روبيرتو إيميليو داكونها (بالبرتغالية: Roberto Emílio da Cunha‏) (مواليد 20 يونيو 1912) هو لاعب كرة قدم. يلعب مع منتخب البرازيل لكرة القدم. سبق له أن لعب في كأس العالم لكرة القدم مع منتخب بلاده.

## روابط خارجية
- روبيرتو إيميليو داكونها على موقع الاتحاد الدولي (مؤرشف)  (الإنجليزية)
- روبيرتو إيميليو داكونها على موقع ناشيونال فوتبول تيمز (الإنجليزية)
- روبيرتو إيميليو داكونها على موقع Soccerway.com (الإنجليزية)
- روبيرتو إيميليو داكونها على موقع عالم كرة القدم.نت (الإنجليزية)